# AdSense
A Google AdSense egy, a Google Inc. által üzemeltetett online hirdetésközvetítő szolgáltatás, melynek elsődleges célja internetes reklámfelületek értékesítése. A szolgáltatás lényege, hogy a weboldal-tulajdonosok regisztráció után engedélyezhetik weboldalukon szöveg, kép és videó formátumú hirdetések megjelenítését. A hirdetések az adminisztrációs felület segítségével testre szabhatóak, úgy lehet őket a weboldalba illeszteni, hogy az teljes egészében illeszkedjen a lap megjelenésébe: beállítható az egyes bannerek mérete és a színvilága is. Az AdSense-hez számos nagy hirdetési hálózat szerződött, a hirdetések nagy részét ugyanakkor a Google saját hálózatából meríti. A rendszer fontos tulajdonsága, hogy az oldalon megjelenő hirdetések összefüggésben állnak az oldal szöveges tartalmával, így a hirdető cégek nagyobb hatékonyságot érhetnek el célzott reklámjaikkal.

## A célzás típusai
Az AdSense Tartalomhoz szolgáltatás kétféleképpen célozhat látogatókat: szövegkörnyezet vagy érdeklődés alapján. Az érdeklődési kört a Google egy sütiben tárolja, melybe bárki bepillantást nyerhet, és módosíthatja is azt. Nemcsak a meglátogatott oldalak alapján elkészült érdeklődési profilunk szerepel benne, hanem alapvető demográfiai adataink is, melyet ezen adatokból szűrt le. A kontextus alapú célzás népszerűbb a sok szöveget tartalmazó lapoknál, ugyanakkor lényegében nincs eltérés a két célzási típus által nyújtott bevételben.

## A hirdetések típusai

### Kereséshez
A honlaptulajdonosok beágyazhatnak olyan Google keresőt az oldalukba, ami nemcsak hogy szűrheti a találatokat az adott domainre, de azok mellett releváns szöveges hirdetéseket is megjeleníthet a Google Adwords (2018 júniusától Google Ads) hálózatából. Csak akkor keresünk vele, ha látogató a hirdetésekre kattint, magával a kereséssel nem.

### Tartalomhoz
A legjelentősebb, legtöbb bevételt hozó ága az AdSensenek. Minden, a weblapokon megjelenő szöveges- és multimédiás hirdetés idetartozik. Kattintás alapú bevétel, Cost Per Click (CPC) melyet akkor kap a megjelenítő, ha a hirdetésre rákattintottak. A másik a Cost Per Mile (CPM), azaz megjelenés alapú, ami pedig akkor hoz jövedelmet, ha a reklámot az oldal megjeleníti. A CPM hirdetések gyakrabban jelennek meg nagy látogatottságú oldalakon, illetve olyan esetekben, amikor az illető érdeklődési profilja nagymértékben egyezik a hirdetés profiljával.

### Videókhoz
YouTube videóink mellett megjelenített hirdetésekből már kaphatunk részesedést Magyarországon is egy előzetes jelentkezési kérelem és elbírálás után. Fontos, hogy megfeleljünk a szerzői jogi alapelveknek.

### Mobilokhoz
Mobilweblapjainkra telefonspecifikus reklámokat helyezhetünk, melyek jellegzetes egyszerű kinézetükkel olvashatóbbak és népszerűbbek az okostelefonokon.

### Feedekhez
Lehetőség adódott egyes feed hírfolyamokba való szöveges vagy multimédiás hirdetések beágyazására. Ezt a szolgáltatást az AdSense 2012. december 3-án felfüggesztette tekintettel az RSS feedek népszerűtlenségére.

### Domainekhez
Szintén egy felfüggesztett szolgáltatás. Mivel az üres weboldalak reklámmal megtöltése ellenkezik a Google tartalmi irányelveivel, 2012 februárjától nincs lehetőség az AdSense Domainekhez szolgáltatás használatára. A reklámok megjelenítését programkód helyett a domain DNS rekordjainak módosításával lehetett megoldani.

### Google termékek reklámozásához
Régebben a Google Eszköztárat tartalmazó Firefoxot lehetett reklámozni; a Google fizetett minden felhasználó után, aki a reklámozó oldaláról érkezve telepítette a Firefoxot. Napjainkra a Google ezt a lehetőséget felfüggesztette.

## Kifizetés
A fizetések csekkben történnek, emellett a legtöbb országban, így Magyarországon is, már bevezették az elektronikus utalás lehetőségét. A kereset adóköteles, a 20 ezer forintos kifizetési küszöb elérése utáni második hónap 15. napján érkezik. A csekket lehet kérni szabványosan vagy futárküldéssel. A futár átlagban 5 munkanap alatt kihozza a csekket amit utána a bankban tud beváltani a tulajdonos (ennek ára 21 amerikai dollár). Ha szabványos kiküldést kér a fiók gazdája, akkor 4–6 hétbe is beletelhet, mire megérkezik a csekk. A banki átutalás jellemzően 1 héten belül megérkezik. A számlát először ellenőrizni kell: a Google a számlaszám megadása után 4-5 nappal egy kis összegű (kb. 20-100 forintos) próbabetétet helyez el a megadott számlán, ezt az összeget kell pontosan megadni a fizetési részleteknél.